# Psautier de Paris (Xe siècle)
Pour les articles homonymes, voir Psautier de Paris.

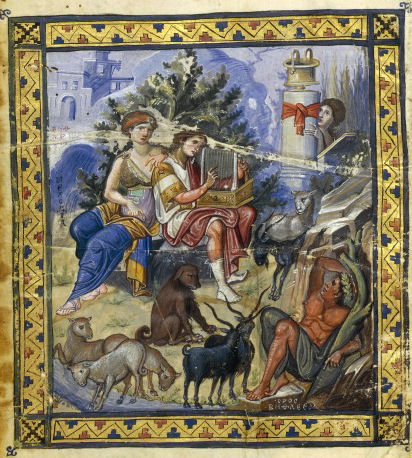
L'une des enluminures. David gardant son troupeau, f.1v.

Le Psautier de Paris (ou Codex Parisinianus) est un manuscrit enluminé d’origine byzantine daté de la seconde moitié du Xe siècle. Il contient 449 folios et 14 peintures en pleine page. Il est conservé à la Bibliothèque nationale de France sous la cote « MS Grec 139 ».

## Description
De par son « style presque classique », comme l’affirme l’Encyclopædia Britannica, et sa qualité, il est considéré avec les Homélies de Grégoire de Naziance comme une œuvre clé de la renaissance macédonienne dans les arts byzantins. Son exécution est si inspirée par l’art hellénistique et si peu conforme aux présupposés de ce que devrait être l’art médiéval et l’art byzantin en particulier que la plupart des experts du XIXe siècle datèrent le psautier du temps de Justinien. Les byzantinistes Hugo Buchthal et Kurt Weitzmann ont cependant démontré de façon concluante que le livre a été réalisé au Xe siècle.
La plus fameuse des miniatures dépeint David jouant de la harpe aux côtés d’une allégorie de la Mélodie. Autour de ce groupe central se trouvent Écho, divers animaux charmés par la musique et une figure masculine symbolisant la ville de Bethléem. La composition fut sûrement inspirée d’une peinture murale gréco-romaine représentant Orphée charmant le monde avec sa musique. Le Psautier fait ainsi un usage abondant de l’allégorie. Outre la Mélodie sur le premier folio, on retrouve la Force aux côtés de David combattant le lion (folio 2), la Douceur lors de l’onction de David (folio 3), la Nuit et l’Aurore entourant Isaïe (folio 435), la Nuit, le Désert, l’Abîme et la mer Rouge lors de la traversée de la mer Rouge par Moïse (folio 419).
D’autre part, l'influence de l’art hellénistique se manifeste, que ce soit dans le choix des figures (nymphes et allégories) ou dans leur exécution. Par exemple, sur le folio 435, Nyx est représentée avec une draperie au-dessus de sa tête et une torche renversée. Cette représentation suit les conventions hellénistiques.